# USS Shenandoah (ZR-1)
USS Shenandoah (ZR-1) był pierwszym z czterech sterowców szkieletowych US Navy zbudowanym w latach 1922–1923 w Lakehurst Naval Air Station. Pierwszy lot odbył we wrześniu 1923. Przysłużył się rozwojowi Marynarki Wojennej Stanów Zjednoczonych w dziedzinie sterowców szkieletowych, jako pierwszy statek powietrzny przeleciał przez całą Amerykę Północną od Atlantyku do Pacyfiku. Po wykonaniu 57 lotów, Shenandoah rozbił się w wyniku uszkodzeń powłoki po uderzeniu szkwału nad Ohio w 1925 roku.

## Projekt i konstrukcja
Shenandoah pierwotnie miał mieć nadany numer FA-1 (od anglojęzycznego określenia Fleet Airship Number One), ale ostatecznie został określony mianem ZR-1. Sterowiec miał długość 210 m i ważył 36 ton. Miał zasięg 8000 km i mógł osiągać prędkość 110 km/h. Shenandoah został zbudowany w Lakehurst Naval Air Station w latach 1922–1923, w hangarze nr 1, który był na tyle duży, by pomieścić statek powietrzny tych rozmiarów. Części sterowca zostały wyprodukowane w fabryce Naval Aircraft Factory w Filadelfii. Lakehurst NAS służyła jako baza dla sterowców US Navy, a Shenandoah był jej pierwszym sterowcem szkieletowym.

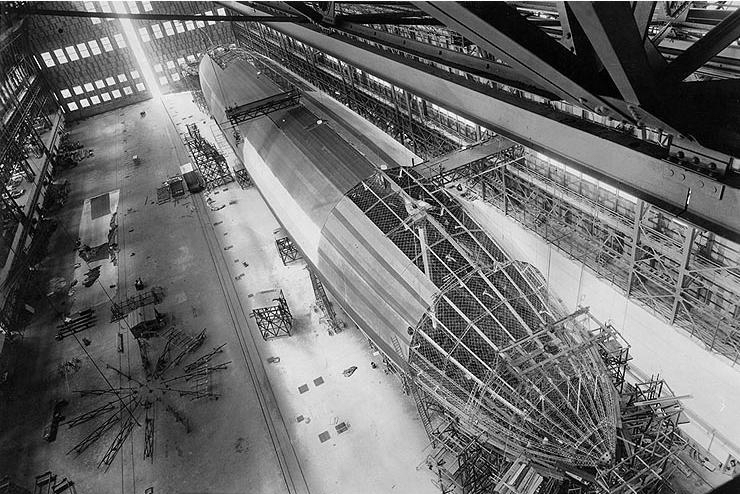
Budowa USS Shenandoah w 1923r., szkielet sterowca

Projekt został oparty na planach niemieckiego sterowca Zeppelin L-49 (Lz-96). L-49 charakteryzował się lżejszą konstrukcją, projekt skupiał się na możliwości osiągania znacznych wysokości. Shenadoah został zbudowany z nowego stopu duraluminium, a dźwigary zostały wytworzone w Fabryce Samolotów Marynarki Wojennej. Powłoka zewnętrzna została uszyta z wysokiej jakości tkaniny bawełnianej, sznurowana lub przyklejona do ramy duraluminium i pomalowana substancją aluminiową.
Komory gazowe zostały wykonane z najbardziej nieprzepuszczalnych ówcześnie materiałów. Ich powłoki były wykonane z zewnętrznej błony dużych jelit bydlęcych, które po procesie mycia, usuwania tłuszczu i brudu były przechowywane w roztworze wody i gliceryny. Tak przygotowane błony były przytwierdzane klejem do bawełnianych tkanin, a później całość pokrywana cienką powłoką lakieru. 20 komór sterowca było wypełnione helem  w około 85% pojemności przy normalnym ciśnieniu atmosferycznym. Każda z komór miała sprężynowy zawór bezpieczeństwa oraz ręczne zawory sterowane z mostku.
Shenandoah napędzało sześć (w późniejszym okresie – pięć) 6-cylindrowych silników spalinowych Packarda o mocy 300 KM (220 kW). Wyrównywanie masy statku konieczne dla zachowania neutralnej wyporności powstające w wyniku ubytku (spalania) paliwa odbywało się poprzez kondensację pary wodnej ze spalin, co było podyktowane wysokim kosztem helu.
Szkielet Shenandoah został ukończony 24 czerwca 1922 r.; 20 sierpnia 1923 miało miejsce „wodowanie". Chrzest statku miał miejsce 10 października 1923 r., a jego matką chrzestną została Edwin Denby, żona sekretarza Marynarki Wojennej. Tego samego dnia wprowadzono statek do służby, powierzając dowództwo jednostki komandorowi porucznikowi Frankowi R. McCrary. USS Shenandoah odbył swój dziewiczy lot 4 września 1923 roku.

## Eksploatacja w marynarce wojennej
Sterowiec został zaprojektowany do wykonywania lotów rozpoznawczych dla floty, na wzór zastosowania niemieckich sterowców podczas I Wojny Światowej.
W okresie od września do początku października 1923 r. sterowiec wykonał szereg lotów próbnych, mających określić zdatność do lotu w trakcie deszczu, mgły, czy słabej widoczności. W dniu 27 października 1923 r., Shenandoah w ramach obchodów Navy Day wykonał lot w dół Doliny Shenandoah od której wziął nazwę i z powrotem do Lakehurst przez Waszyngton i Baltimore.

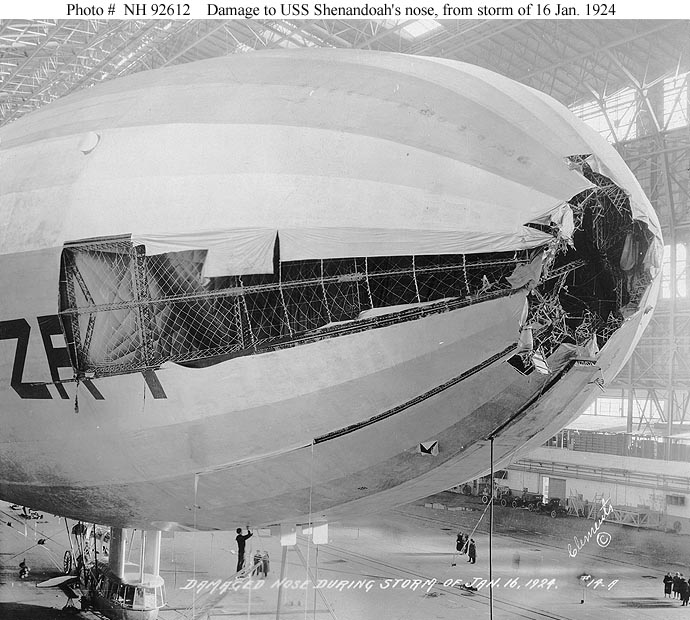
Uszkodzony dziób ZR-1's po wichurze w styczniu 1924r.

W tym czasie, kontradmirał William Moffett - głównodowodzący Biura Aeronautyki, jako zagorzały zwolennik sterowców, rozważał możliwość wykorzystania Shenandoah do eksploracji Arktyki. Taki program mógł przynieść cenne dane atmosferyczne, jak również zdobyć doświadczenie w operacjach podczas arktycznej pogody. Shenandoah jako wytrzymały i zdolny do latania przy niskich prędkościach, uważany był za dobrze nadający się do takich zadań. Projekt Moffetta uzyskał akceptację prezydenta Calvina Coolidgea, jednak po zerwaniu przez wiatr sterowca z masztu cumującego w Lakehurst 16 stycznia 1924r., który spowodował uszkodzenia dziobu wymagające czasochłonnej naprawy, plany ekspedycji arktycznych zostały zaniechane.
Naprawa Shenandoah została ukończona w maju, a latem 1924 r. został przydzielony zespół do prac nad jego zespołem napędowym oraz urządzeniami radiowymi. W sierpniu sterowiec został oddelegowany do służby w Scouting Fleet, gdzie wziął udział w manewrach taktycznych. Shenandoah wykrył „wroga" zgodnie z planem, jednak stracił z nim kontakt podczas niekorzystnych warunków pogodowych. Trudności techniczne oraz brak ośrodków wsparcia floty, zmusiły załogę do odejścia z obszaru działań przed zakończeniem manewrów i powrotu do Lakehurst. Manewry te uwydatniły potrzebę posiadania zaawansowanych baz oraz okrętów dla wsparcia jednostek latających.

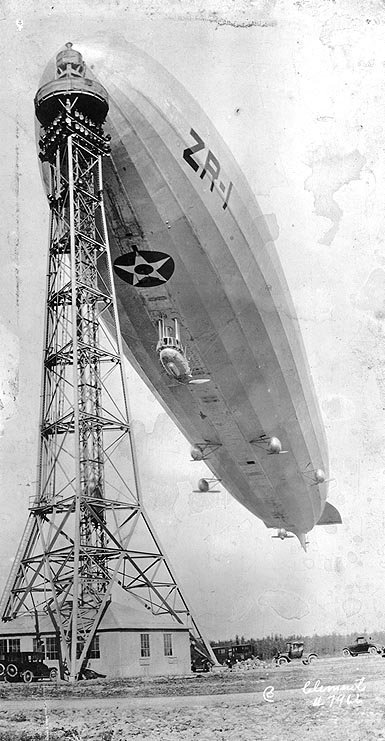
ZR-1 na maszcie cumującym

W lipcu 1924 r., postanowiono przebudować okręt USS Patoka w celu uczynienia z niego pierwszego okrętu zaopatrzeniowego dla sterowców. Statek został poddany licznym modyfikacjom w stoczni Norfolk Navy Yard, m.in. zamontowano na nim eksperymentalny maszt cumowniczy o wysokości około 38 metrów (125 stóp) nad powierzchnią wody. Na okręcie były też dodatkowe miejsca noclegowe dla załogi sterowca, oraz obsługi cumowania i serwisu sterowców. Statek został wyposażony w zbiorniki helu, benzyny i innych materiałów niezbędnych dla sterowca, jak również urządzeń na potrzeby obsługi dla trzech hydroplanów. Shenandoah został zaangażowany do krótkiej serii eksperymentów, mających określić funkcjonalności obsługi urządzeń mobilnych floty zwiadu sterowcowego na okręcie USS Patoka. Pierwsze udane cumowanie do okrętu odbyło się 8 sierpnia 1924 roku. W październiku Shenandoah przeleciał z Lakehurst do Kalifornii, a następnie do Waszyngtonu, aby przetestować nowowzniesione maszty cumownicze. Był to jednocześnie pierwszy lot sterowca szkieletowego w poprzek Ameryki Północnej.
Rok 1925 rozpoczął prawie sześciomiesięczny okres prac konserwacyjnych i gruntownych testów. Shenandoah nie wykonywał lotów aż do 26 czerwca, gdy rozpoczął przygotowania do letnich operacji floty. W lipcu i sierpniu po raz kolejny brał udział w manewrach rozpoznawczych floty, z powodzeniem wykonując zadania. W tym czasie był holowany przez okręt USS Patoka po zacumowaniu do masztu statku.

## Katastrofa i wrak Shenandoah

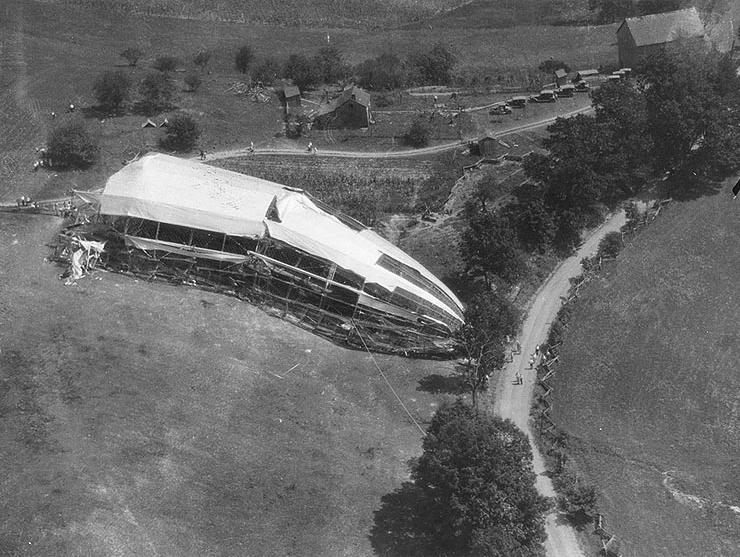
Wrak Shenandoah z lotu ptaka

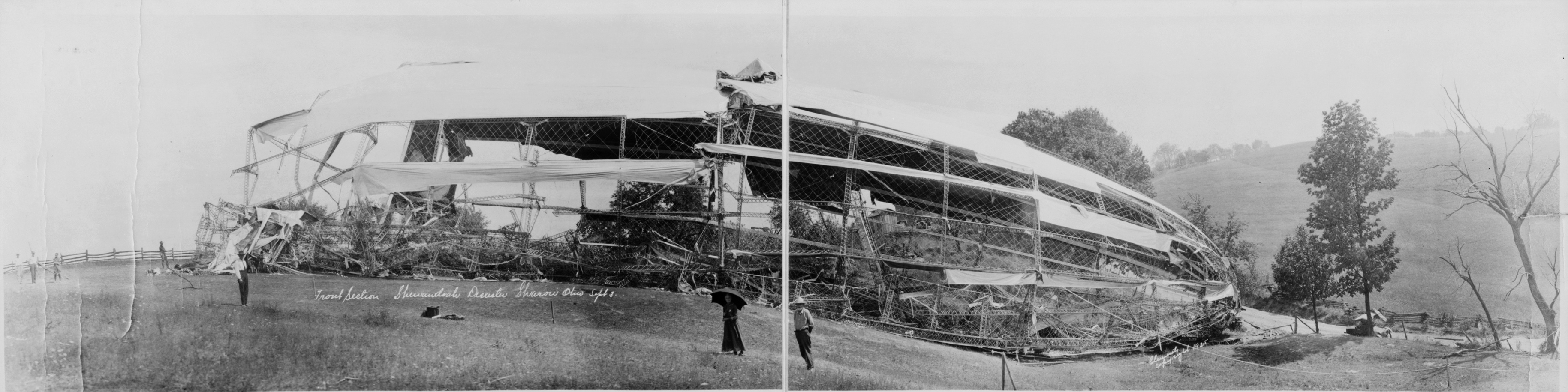
Przednia cześć wraku

W dniu 2 września 1925 r., Shenandoah wyleciał z Lakehurst na loty promujące po środkowo-zachodniej Ameryce, które obejmowały 40 miast, a także wizyty na targach stanowych. W harmonogramie ujęto m.in. testy nowego masztu cumowniczego w Dearborn (Michigan). Podczas przejścia przez obszar burzy i turbulencji nad Ohio, wcześnie rano dnia 3 września podczas 57. lotu, sterowiec wpadł w silny prąd wstępujący, który uniósł go w górę tak, że znalazł się ponad granicą wytrzymałości jego zbiorników z helem. Poszycie sterowca i zbiorniki z gazem zostały rozdarte, a sterowiec rozpadł się w powietrzu na kilka części i runął na ziemię w pobliżu Caldwell (Ohio). Czternastu członków załogi, w tym dowódca, zginęło. Wśród ofiar była prawie cała załoga sterówki (z wyjątkiem podporucznika Andersona, który ledwo z niej uszedł tuż przed oderwaniem od statku), dwóch mężczyzn, którzy wypadli przez wyłomy w kadłubie oraz kilku mechaników, którzy spadli wraz z silnikami.
Lista zabitych:
- kmdr ppor. Zachary Lansdowne, oficer dowodzący (ur. w Greenville w stanie Ohio)
- kmdr ppor. Lewis Hancock jr. (ur. w Austin w stanie Teksas)
- ppor. Arthur Reginald Houghton (ur. w Alstonw w stanie Massachusetts)
- ppor. JG Edgar William Sheppard (ur. w Waszyngtonie w stanie Dystrykt Kolumbii)
- ppor. John (Jack) Bullard Lawrence (ur. w Saint Paul w stanie Minnesota)
- st. bsm. George Conrad Schnitzer (ur. w Tuckertown w stanie New Jersey)
- mechanik 1. klasy James Albert Moore (ur. w Savannah w stanie Georgia)
- takielarz 1. klasy Ralph Thomas Joffray (ur. w Saint Louis w stanie Missouri)
- mechanik 1. klasy Bartholomew (Bart) B. O'Sullivan (ur. Lowell w stanie Massachusetts)
- st. bsm. James William Cullinan (ur. w Binghamton w stanie Nowy Jork)
- st. bsm. Everett Price Allen, (ur. w Saint Louis w stanie Missouri)
- mechanik Charles Harrison Broom (ur. w Toms River w stanie New Jersey)
- mechanik Celestino P. Mazzuco (ur. w Murray Hill w stanie New Jersey)
- mechanik William Howard Spratley (ur. w Venice w stanie llinois)

Z katastrofy ocalało dwudziestu dziewięciu członków załogi.
Tysiące ludzi przybyło na miejsce katastrofy, efektem czego było splądrowanie wraku z dzienników pokładowych oraz większości materiału powłoki sterowca. Oficjalne dochodzenie w sprawie katastrofy podało do publicznej wiadomości, iż lot odbył się pomimo protestów komandora Lansdowne, który przestrzegał przed sztormowymi warunkami pogodowymi, które panowały w rejonie Ohio pod koniec lata. Jego prośby o odwołanie lotu zostały zignorowane przez dowództwo, wobec planów marynarki wojennej upowszechniania technologii sterowców i usprawiedliwianiu dużych kosztów ich budowy. Kwestia przekładania promocji nad roztropnością, konsekwentnie podtrzymywana przez wdowę po Lansdowne, miała swe odzwierciedlenie w postawieniu przed sądem wojskowym pułkownika Billyego Mitchella za niesubordynację i zakończenie jego kariery wojskowej.
Pozytywnym aspektem katastrofy było to, że kolejne sterowce były projektowane tak, aby uniknąć tego typu awarii. Ich kadłuby zostały wzmocnione, kabiny sterowe były przymocowane bezpośrednio do szkieletu zamiast podwieszania ich na linach, została także zwiększona moc silników. Więcej uwagi poświęcano prognozom pogody. Udoskonalenia te przełożyły się na mniejszą awaryjność sterowców używanych podczas II wojny Światowej oraz podczas zimnej wojny.
Dla upamiętnienia katastrofy, w pobliżu jego miejsca postawiono kilka pomników, istnieje również małe prywatne muzeum w Ava w stanie Ohio. Również kilka lokalnych szkół znajdujących się w okolicach, gdzie rozbił się Shenandoah nosi imię tego sterowca, a ich drużyny sportowe nazywane są "The Zeps".